# Discografia di Caterina Caselli
Questa voce elenca l'intera discografia in Italia ed estera di Caterina Caselli dal 1964. I dischi di Caterina sono stati pubblicati in diversi paesi del mondo, tra cui Colombia, Cile, Canada, Romania, Jugoslavia, Corea, Brasile, Argentina.
Consistono per il mercato italiano, in 8 album, 2 EP, 36 singoli, e 21 raccolte.
La cantante vanta una vasta discografia estera, in particolare in paesi quali Colombia, Giappone, Canada, Corea, Argentina per un totale di 15 album ristampati per il mercato estero, 21 singoli e 84 compilation pubblicati nel mondo.

## Album in studio
- 1966 - Casco d'oro (CGD, FG 5029)
- 1967 - Diamoci del tu (CGD, FG 5033)
- 1970 - Caterina Caselli (CGD, FGS 5080)
- 1972 - Caterina Caselli (CGD, FGL 5105)
- 1974 - Primavera (CGD, 69071)
- 1975 - Una grande emozione (CGD, 69121)
- 1990 - Amada mia (Sugar Music 508100-1)

## Raccolte
- 1966 - Caterina meets the We Five (Derby, DBL 8019; con We Five)
- 1977 - Ritratto di... Caterina Caselli, CGD Record Bazaar RB 118
- 1983 - Nessuno mi può giudicare, CGD MusicA LSM 1000 (ristampato con il codice 9031 70188-1)
- 1983 - Il volto della vita, CGD MusicA LSM 1001
- 1985 - Caterina Caselli, CGD MusicA LSM 1180 (ristampato con il codice 9031 70186-1)
- 1986 - Casco d´oro, CGD MusicA 3 LP LSM 2005 (Box con i 3 lp precedenti)
- 1988 - Casco d'oro 20 anni dopo (CGD, CDS 6097)
- 1997 - Qualcuno mi può giudicare (Sugar Music SGR D 77815)
- 1998 - Il meglio di Caterina (CGD, EW3984 22156-2)
- 2000 - Caterina Caselli (Warner Fonit 8573 85285-2)
- 2004 - Casco d'oro dal 1964 (Warner Strategic Marketing, WSM 5050467-4267-2-6)
- 2006 - Le più belle canzoni di Caterina Caselli (Warner Strategic Marketing, WSM 5051011-7553-2-3)
- 2008 - Nessuno mi può giudicare (Venus Dischi WRNCD108)
- 2008 - I grandi successi (Rhino Records 5051442-7835-2-0)
- 2011 - Caterina Caselli (Rhino Records 5052498-5750-5-3)
- 2013 - Caterina Caselli 3CD Collection (Warner Music 5053105-8179-2-4)
- 2021 - Caterina Caselli 100 minuti per te Sugar Music 8056746988180 (Doppio CD)
- 2021 - Caterina Caselli 100 minuti per te Sugar Music 8056746982423 (3 LP blu trasparente) - 8056746988197 (3 LP giallo trasparente) - 8056746988203 (3 LP nero)
- 2021 - Caterina Caselli 100 minuti per te Sugar Music 8056746988111 (Deluxe box con 3 LP blu, giallo e bianco + ristampa 45 giri Nessuno mi può giudicare/Se lo dici tu + CD + poster e libretto)

## Singoli
- 1964 - Ti telefono tutte le sere/Sciocca MRC A 204
- 1965 - Sono qui con voi/La ragazza del Piper (CGD N 9577)
- 1966 - Nessuno mi può giudicare/Se lo dici tu (CGD N 9608)
- 1966 - L'uomo d'oro/Perdono (CGD N 9612)
- 1966 - Cento giorni/Tutto nero (CGD N 9640)
- 1967 - Il cammino di ogni speranza/Le biciclette bianche (CGD N 9651)
- 1967 - Sono bugiarda/Incubo n°4 (CGD N 9660)
- 1967 - Sole spento/Il giorno (CGD N 9668)
- 1968 - Il volto della vita/Disperatamente io ti amo (CGD N 9680)
- 1968 - L'orologio/Bagnata come un pulcino (CGD N 9683)
- 1968 - Insieme a te non ci sto più/Il dolce volo (CGD N 9691)
- 1968 - Il carnevale/La nuvola CGD N 9720
- 1969 - Il gioco dell´amore/Il lunedì CGD N 9705
- 1969 - Tutto da rifare/Fiori sull´acqua CGD N 9715
- 1969 - Emanuel/Il ballo di una notte CGD N 9733
- 1969 - Una pagina a caso/Questa è musica per me CGD DPD 2
- 1970 - Re di cuori/L'esistenza (CGD N 9768)
- 1970 - Spero di svegliarmi presto/Morire due volte CGD N 9774
- 1970 - L'umanità/Nel 2023 CGD N 9805
- 1970 - La mia vita, la nostra vita/La ragione c'è CGD N 9820
- 1970 - Viale Kennedy/La spia CGD N 9825
- 1971 - Ninna nanna (Cuore mio)/Il fiore d´oro CGD 106
- 1971 - La casa degli angeli/Adagio in sol minore CGD 120
- 1972 - Come è buia la città/Ci sei tu CGD 7982
- 1972 - Che strano amore/Le ali della gioventù CGD 8378
- 1972 - È domenica mattina/Il nostro mondo CGD 1105
- 1973 - Un sogno tutto mio/Un po' di te CGD 1517
- 1974 - Momenti si momenti no/Ricordi e poi CGD 2324
- 1974 - Desiderare/Noi lontani noi vicini CGD 2698
- 1975 - Seguila/Nessuno mi può giudicare CGD 3195
- 1983 - Perdono (Ep con altri 3 artisti) CGD 10405
- 1990 - Bisognerebbe non pensare che a te / Cento giorni Sugar 508000-7
- 1990 - Come mi vuoi/Ah, Caterina Sugar 508002-7
- 1997 - Nessuno mi può giudicare/Se lo dici tu (Sugar Music SGR S 77813)
- 2004 - Sono bugiarda 2004 Remix (Sugar Music INS 084)
- 2006 - Arrivederci amore, ciao (Sugar Music 3312098037)

## EP
- 1983 - Amico è (con Dario Baldan Bembo) CGD 10445
- 2006 - Arrivederci amore, ciao/Come mi vuoi/Amada mia/Arrivederci amore, ciao (Strumentale) (Sugar Music 3312098038)

## Discografia estera

### Album in studio
- 1966 - Caterina Caselli & Gigliola Cinquetti, Music Hall CGD 12571 (Argentina)
- 1966 - Casco d'oro, Music Hall CGD 12606 (Argentina)
- 1966 - Caterina Caselli, RGE XRLP 6177 (Brasile)
- 1966 - Caterina Caselli, CBS FG 5029 (Cile)
- 1967 - Diamoci del tu, CBS DCA 801 (Colombia)
- 1967 - Sole spento, CBS GS 20067 (Canada)
- 1967 - Caterina Caselli Best Star Best Album, Seven Seas CGD SR 175 (Giappone)
- 1968 - Caterina Caselli, Electrecord EDD 1198 (Romania)
- 1969 - Caterina Caselli Canzone Best Star Series, Seven Seas CGD SR 327 (Giappone)
- 1969 - Caterina Caselli Rita Pavone Canzone Best Library, Seven Seas GXC 117 (Giappone)
- 1970 - Caterina Caselli, CBS GS 90042 (Canada)
- 1971 - Caterina Caselli & Bobby Solo, Electrecord EDE 01151 (Romania)
- 1972 - Caterina Caselli, CBS KGS 90199 (Canada)
- 1974 - Primavera, Crime NAS SRML 1420 (Giappone)
- 1974 - Primavera, CGD SI WAN European Rock 5000 Series SRML 5003 (Corea)

### Singoli
- 1964 - Muchas veces te telefeneo/No esta bien/Me siento timida/Me aburro los domingos, Spagna
- 1965 - Me aburro los domingos, Spagna
- 1966 - La verité je la vois dans tes yeux/Personne/La timidité/Un homme en or Festival, Francia
- 1966 - Ninguo me puede juzgar/Si lo dices tu Spagna
- 1966 - El hombre de oro/Perdono, Spagna
- 1967 - Per fare un uomo/Una storia d´amore, Brasile
- 1968 - È la pioggia che va/Cantastorie, Portogallo
- 1968 - Sole spento/Le biciclette bianche, Francia
- 1968 - Contigo ni un minuto mas/El vuelo, Spagna
- 1968 - Il volto della vita/L'orologio, Portogallo
- 1968 - Contigo ni un minuto mas/El carnaval
- 1969 - Una pagina a caso/Questa è musica per me
- 1969 - Si Si Signorina/Wie all die anderen, Germania CBS
- 1969 - Una luce mai accesa/Tutto da rifare, Brasile
- 1969 - El juego del amor, Spagna
- 1970 - Comme des rois/Emanuel, Francia
- 1970 - Rey de corazones/Emanuel, Spagna
- 1970 - Und wenn die Welt vom Himmel faellt/Es ist nicht alles Liebe was man Liebe nennt, Germany CBS
- 1971 - Ninna nanna/Spero di svegliarmi presto, Giappone